# Convair XB-46
Il Convair XB-46 era un prototipo di bombardiere jet medio sperimentale sviluppato nella metà degli anni quaranta, ma che non vide mai la piena produzione o l'impiego operativo. Nel 1944 il Dipartimento di Guerra era a conoscenza della capacità di trasporto aereo della Germania ed emise una richiesta per progetti di bombardieri medi del peso da 80 000 fino a oltre 200 000 libbre (36 000 e oltre 90 000 kg). La Consolidated Vultee Aircraft (Convair) rispose con il suo Model 109, un progetto che venne accettato dalla USAAF nel novembre 1944 e rinominato B-46. Altri progetti risultanti da questa competizione furono il North American XB-45, il Boeing XB-47 e il Martin XB-48.

## Utilizzatori
Stati Uniti
- United States Air Force